# Сосновка (Котовский район)
Сосновка — село в Котовском районе Волгоградской области, в составе Бурлукского сельского поселения.
Население — 163 (2010)

## География
Село находится в степной местности, в долине реки Медведицы, на берегу озера Большая Гнилуша. Высота центра населённого пункта около 100 метров над уровнем моря. Восточнее села над долиной круто возвышаются изрезанные оврагами склоны Доно-Медведицкой гряды. В пойме Медведицы сохранились пойменные леса. Почвы — пойменные, восточнее села — чернозёмы солонцеватые и солончаковые.
По автомобильным дорогам расстояние до районного центра города Котово — 63 км, до областного центра города Волгоград — 290 км.

## История
Основано во второй половине XVIII веке. Первоначально известно под названием Гнилуша, также Гнилой Проток. Село населяли великороссы, православные, бывшие государственные и удельные крестьянами. Согласно Историко-географическому словарю Саратовской губернии, составленном в 1898—1902 годах, Гнилуша относилась к Бурлукской волости Камышинского уезда Саратовской губернии. В 1835 году освящена церковь во имя св. Сергия Радонежского.
Земельный надел государственных крестьян составлял 3616 десятин удобной земли и 1021,5 десятин неудобной земли.
Согласно Списку населённых мест Камышинского уезда в 1911 году в 1-м Гнилом Протоке проживало 780 мужчин и 789 женщин, имелись церковь и земская школа
С 1928 года село Гнилопроток — в составе Красноярского района Камышинского округа Нижне-Волжского края, с 1935 года в составе Молотовского района (в 1957 году переименован в Красноярский район) Сталинградского края (с 1936 года — Сталинградской области, с 1961 года — Волгоградской области). Село являлось центром Гнилопротокского сельсовета.
В 1962 г. указом Президиума Верховного Совета РСФСР село Гнилой Проток переименовано в Сосновку.
С 1963 года — в составе Котовского района.

## Население
Динамика численности населения по годам:
| 1858 | 1886 | 1891 | 1894 | 1897 | 1911 | 1987 | 2002 |
| ---- | ---- | ---- | ---- | ---- | ---- | ---- | ---- |
| 938  | 1265 | 1228 | 1284 | 1175 | 1563 | ≈180 | 193  |

| 2010 |
| ---- |
| 163  |